# Från och med du
"Från och med du" är en låt av Oskar Linnros. Låten skrevs tillsammans med Christian Olsson och är den andra singeln ifrån hans första soloskiva Vilja bli. På Trackslistan blev låten en stor hit, den näst största under 2010. Låten sjöngs även i filmen Hur många lingon finns det i världen? av skådespelare från Glada Hudikteatern.

## Bakgrund och skrivande
Texten till "Från och med du" bygger berättande ur ett förstapersonsperspektiv på en protagonist som blir lämnad av sin partner. Förloppet från uppbrottet skissas via en ångestfylld period där den förre inte tycks kunna lämna känslorna för partnern bakom sig, fram till upptäckten att denne inlett ett nytt förhållande.
| ” | "Och i din port har ingenting, förändrats utom just på din. För bredvid ditt namn, står ett namn till." | „ |

## Recensioner och betyg
| ”                       | ”Vilja bli” släpps i helt i rätt tid. Inte bara för att den låter så solig och antagligen kommer bli sommarens stora svenska platta, utan också för att den passar så perfekt in i den svenska pophistorien. På Veronica Maggios ljuvliga ”Och vinnaren är?…” från förrförra våren fick man en försmak på hur det skulle låta. Eftersom Oskar Linnros producerade alla spår känns det albumet så här i efterhand lite som hans smygsolodebut. 4/5 av aftonbladet | „ |
| – Aftonbladet: Pop/Soul | |   |

## Coverversioner
I Dansbandskampen 2010 tolkades låten av Elisas.
I Idol 2010 tolkades låten av Olle Hedberg.
På engelska (From Now On) av Magnus Carlson & The Moon Ray Quintet.

## Listplaceringar
| Lista (2010) | Topplacering |
| ------------ | ------------ |
| Sverige      | 1            |